# Diamond Life
《Diamond Life》(다이아몬드 라이프)는 영국의 소울 밴드 샤데이의 데뷔 앨범으로, 1984년 7월 28일에 발매되었다(미국 발매일은 1985년 2월 23일).
앨범 발매 직후에는 별다른 반응을 얻지 못했지만, 영국에서 싱글인 〈Your Love is King〉이 Top 10에 진입하면서 급속도로 스포트라이트의 중심에 섰다. Diamond Life앨범은 독일(9주), 스위스(8주), 오스트리아(5주)에서 앨범차트 1위를 달구며 뜨겁게 팔려나갔다. 앨범은 미국에서 400만장, 영국에서 120만장 이상이 팔려나가며 엄청난 인기를 모았다.
Diamond Life는 발매 이듬해인 1985년 브릿 어워드에서 최우수 영국 앨범 부문을 수상하였다.

## 트랙 리스트
CD
1. "Smooth Operator" (샤데이 아두, 레이 St. 존) – 4:57
2. "Your Love Is King" (아두, 스튜어트 메튜맨) – 3:41
3. "Hang on to Your Love" (아두, 메튜맨) – 5:55
4. "Frankie's First Affair" (아두, 메튜맨) – 4:39
5. "When Am I Going to Make a Living" (아두, 메튜맨) – 3:27
6. "Cherry Pie" (아두, 메튜맨, 앤드루 헤일, 폴 S. 덴만) – 6:20
7. "Sally" (아두, 메튜맨) – 5:23
8. "I Will Be Your Friend" (아두, 메튜맨) – 4:45
9. "Why Can't We Live Together" (티미 토마스) – 5:28

Cassette
1. "Smooth Operator"/"Snake Bite" ("Snake Bite": 메튜먼, 헤일, 덴만) – 7:28
2. "Your Love Is King" – 3:41
3. "Hang on to Your Love" – 5:55
4. "Frankie's First Affair" – 4:39
5. "When Am I Going to Make a Living" – 3:27
6. "Cherry Pie" – 6:20
7. "Sally" – 5:23
8. "I Will Be Your Friend" – 4:45
9. "Why Can't We Live Together" – 5:28
10. "Love Affair with Life" (아두) – 4:35

## 참여 스텝
| 샤데이 - 샤데이 아두 – 보컬 - 앤드루 헤일 – 키보드 - 스튜어트 매튜맨 – 기타, 색소폰 - 폴 스펜서 덴만 – 베이스 - 폴 쿡 – 드럼 기타 세션 - 테리 베일리 – 트럼펫 - 마틴 디쳄 – 퍼커션 - 데이브 얼리 – 드럼, 퍼커션 - 고든 메튜맨 – 트럼펫 | - 로빈 밀라 – 프로듀서 - 벤 로간 – 엔지니어 - 마이크 펠라 – 프로덕션 엔지니어 - 피트 브라운 – 보조 엔지니어 - 사이먼 드리스콜 – 보조 엔지니어 - 톰 코인 – remastering - 크리스 로버츠 – photography - 그래함 스미스 – artwork, 디자인, sleeve design |

## 차트
| 차트 (1984/1985)             | 최고 성적 |
| ---------------------------- | --------- |
| 오스트리아 앨범 차트         | 1         |
| 독일 앨범 차트               | 1         |
| 노르웨이 앨범 차트           | 20        |
| 스웨덴 앨범 차트             | 18        |
| 스위스 앨범 차트             | 1         |
| 영국 앨범 차트               | 2         |
| 미국 빌보드 200              | 5         |
| 미국 빌보드 R&B/Hip-Hop 앨범 | 3         |
| 미국 빌보드 재즈 앨범        | 5         |

| 국가     | 판매량 (sales thresholds) |
| -------- | ------------------------- |
| 캐나다   | 2× platinum               |
| 프랑스   | 2× platinum               |
| 독일     | Platinum                  |
| 네덜란드 | Platinum                  |
| 영국     | 4× platinum               |
| 미국     | 4× platinum               |